# Canton d'Ussel-Ouest
Pour les articles homonymes, voir Canton d'Ussel (homonymie).
Le canton d'Ussel-Ouest est une ancienne division administrative française située dans le département de la Corrèze.

## Histoire
Le canton d'Ussel-Ouest est issu de la partition en 1985 du canton d'Ussel.

### Redécoupage cantonal de 2014-2015
Par décret du 24 février 2014, le nombre de cantons du département passe de 37 à 19, avec mise en application aux élections départementales de mars 2015. Le canton d'Ussel-Ouest est supprimé à cette occasion, la ville est alors regroupée dans le nouveau canton d'Ussel, et les quatre autres communes rattachées au canton du Plateau de Millevaches.

## Géographie
Ce canton était organisé autour d'Ussel dans l'arrondissement d'Ussel. Son altitude variait de 588 m (Ussel) à 814 m (Chaveroche) pour une altitude moyenne de 666 m.

## Administration
| Période | Période | Identité               | Étiquette | Qualité                                                                              |
| ------- | ------- | ---------------------- | --------- | ------------------------------------------------------------------------------------ |
| 1985    | 2004    | Aimée Vallat           | RPR       | Infirmière Adjointe au maire d'Ussel                                                 |
| 2004    | 2011    | Martine Leclerc        | PS        | Sage-femme Maire d'Ussel (2008-2014) Vice-présidente du Conseil général              |
| 2011    | 2015    | Christophe Arfeuillère | UMP       | Directeur de concession délégué de La Tourette (2001-2014) Maire d'Ussel depuis 2014 |

### Élections cantonales des 21 et 28 mars 2004
Source : Ministère de l'Intérieur, de l'Outre-mer et des Collectivités territoriales
1er tour
- Martine Leclerc (PS) - 34,70 %
- Aimée Vallat (UMP) - 43,40 %
- Guy Raynal (FN) - 7,30 %
- Daniel Peyrat (PCF) - 14,60 %

2e tour
- Martine Leclerc (PS) - 52,39 % - Élue
- Aimée Vallat (UMP) - 47,61 %

## Composition
Le canton d'Ussel-Ouest se composait de quatre communes et d'une fraction de la commune d'Ussel. Il comptait 5 759 habitants (population municipale) au 1er janvier 2012.
| Nom                    | Code Insee | Intercommunalité            | Population (dernière pop. légale)             |
| ---------------------- | ---------- | --------------------------- | --------------------------------------------- |
| Ussel (chef-lieu)      | 19275      | CC Haute-Corrèze Communauté | Fraction : 4 430(2012) Commune : 9 772 (2014) |
| Chaveroche             | 19053      | CC Haute-Corrèze Communauté | 205 (2014)                                    |
| Lignareix              | 19114      | CC Haute-Corrèze Communauté | 163 (2014)                                    |
| Saint-Angel            | 19180      | CC Haute-Corrèze Communauté | 699 (2014)                                    |
| Saint-Pardoux-le-Vieux | 19233      | CC Haute-Corrèze Communauté | 294 (2014)                                    |

## Démographie
| 1962 | 1968 | 1975 | 1982 | 1990  | 1999  | 2006  | 2011  | 2012  |
| ---- | ---- | ---- | ---- | ----- | ----- | ----- | ----- | ----- |
| -    | -    | -    | -    | 6 151 | 5 932 | 5 936 | 5 794 | 5 759 |